# Unión de Rugby de Cuyo
La Unión de Rugby de Cuyo o URC es la unión encargada de la organización del rugby de Mendoza, Argentina. Se funda el 22 de septiembre de 1945 abarcando originalmente a las provincias de Mendoza y San Juan, esta última ya no pertenece a la unión. Se encuentra afiliada a la entidad nacional Unión Argentina de Rugby.
La URC en su escudo presenta un guanaco sobre tres franjas horizontales; roja, azul y celeste comenzando desde arriba.
Participa en la Zona Campeonato del Campeonato Argentino de Rugby, hasta el 2011 participó de los extintos Torneos Cross Borders organizados por la Confederación Sudamericana de Rugby.
Los clubes que abarca la URC son:  Marista RC, Los Tordos RC, Liceo Rugby Club, Teqüe RC, San Jorge RC, Belgrano RC, Peumayén RC, Tacurú RC, Universitario RC, C.P.B.M., Banco RC, Mendoza Rugby Club, Rivadavia RC, Pumai RC, Alvear RC, Bowen RC, Los Escarabajos RC, Los Cuervos RC, Valle de Uco RC, Huarpes RC y C.U.A.M. Rugby Malargüe.

## Hitos del Seleccionado Cuyano
La URC ha participado en variados encuentros, torneos y campeonatos de Rugby XV y Rugby 7 con seleccionados propios formado por jugadores y jugadoras de sus clubes afiliados.
Entre los momentos más destacados, se encuentra el 24 de julio de 1990, cuando el seleccionado cuyano logró una resonante victoria por 22 a 21 sobre Inglaterra, en un repleto estadio de Independiente Rivadavia. También derrotó a Francia (32-30 en 1992) y Escocia (25-11 en 1994).
El equipo mayor obtuvo el Campeonato Argentino en 2004, derrotando Nordeste (43-10), Salta (41-17), Rosario (41-32) y Córdoba (30-12), cayendo sólo ante Buenos Aires por 26 a 24.
En competencias nacionales juveniles, Cuyo ganó los Argentinos Juveniles de Menores de 21 (1981) y Menores de 20 (2005).
El primer Seven de la República organizado en la tradicional sede de “El Plumazo” en Paraná (1988), fue ganado por el equipo cuyano, que repetiría en 2007 y 2016.

### Cross Borders
- Cross Border 2007: 2.º puesto
- Cross Border del Oeste 2009: 1.º puesto
- Cross Border 2010: 2.º puesto del grupo
- Cross Border 2011: 4.º puesto del grupo (último)